# Herschel C. Loveless
Herschel C. Loveless, född 5 maj 1911 i Hedrick i Iowa, död 4 maj 1989 i Winchester i Virginia, var en amerikansk demokratisk politiker. Han var Iowas guvernör 1957–1961.
Under den stora depressionen arbetade Loveless på järnvägen och under andra världskriget på ett kraftverk. Loveless tjänstgjorde som Ottumwas borgmästare 1949–1953.
Loveless efterträdde 1957 Leo Hoegh som guvernör och efterträddes 1961 av Norman A. Erbe. Senare tjänstgjorde han som verkställande direktör för Chromalloy American Corporation.
Metodisten Loveless avled år 1989 och gravsattes på Ottumwa Cemetery i Ottumwa.